# Dendrochilum eximium
Dendrochilum eximium är en orkidéart som först beskrevs av Oakes Ames, och fick sitt nu gällande namn av Louis Otho Otto Williams. Dendrochilum eximium ingår i släktet Dendrochilum och familjen orkidéer. Inga underarter finns listade i Catalogue of Life.